# Quảng Tiến, Cư M'gar
Quảng Tiến là một xã thuộc huyện Cư M'gar, tỉnh Đắk Lắk, Việt Nam.
Xã có diện tích 26,66 km², dân số năm 1999 là 6.621 người, mật độ dân số đạt 248 người/km².